# Gösta Sundqvist
Gösta Erik Sundqvist, född 17 maj 1957 i Esbo, död 16 augusti 2003 i Esbo, var en finländsk musiker och radiopersonlighet. Han var sångare i Leevi and the Leavings åren 1978–2003. Han var bandets grundare och primus motor som skrev och arrangerade alla bandets låtar. Bandet gjorde aldrig en enda turné.
Sundqvist dog av en hjärtattack 46 år gammal.